# LTB
De R.K. Diocesane Land- en Tuinbouwbond (LTB) is een op 16 juni 1915 opgerichte belangenorganisatie voor katholieke boeren, tuinders en kwekers in het Bisdom Haarlem. Het Bisdom Haarlem omvatte in die jaren de provincies Noord- en Zuid-Holland.

## Activiteiten
Nadat in 1920 het speciaal onderwijs volledig door de Nederlandse overheid werd gesubsidieerd richtte de LTB verschillende katholieke lagere land en tuinbouwscholen op. Een belangrijke activiteit van de LTB was de onderlinge verzekeringsmaatschappij. In 1969 fuseerde dit onderdeel van de LTB samen met nog vier katholieke onderlinge verzekeringsmaatschappijen en de levensverzekeringsmaatschappij BTL tot de verzekeraar Interpolis.

## Einde van de LTB
In 1991 is de LTB samen met de Hollandsche Maatschappij van Landbouw (HMvL) opgegaan in de Westelijke Land- en Tuinbouworganisatie (WLTO). Die op haar beurt in 2005 is opgegaan in LTO Noord. Ter eren van het 75-jarige bestaan van de LTB zijn twee boeken uitgegeven, Blijvende dynamiek: 75 jaar geschiedenis van de Katholieke Land- en Tuinbouwbond LTB deel 1 in 1991 en in 1992 deel 2.